# Piripiri (instrumento musical)
El piripiri es un instrumento de viento de la India, mencionado en la Râyapasesini jainista, y que, probablemente, es una flauta de caña.